# ایرا (پروژه موسیقی)
ایرا (به انگلیسی: Era) که به صورت (eRa) نمایش داده می‌شود، نام یک پروژهٔ موسیقی عصر نو آغاز شده به وسیلهٔ اریک لوی است. شعرهای (توسط Guy Protherose) استفاده شده توسط این گروه هر چند شبیه به زبان یونانی یا لاتین هستند.
چهار آلبوم اول این گروه «ERA " " ERA 2» «The Mass " and " Reborn» در فرانسه ۳ میلیون و در جهان ۷ میلیون کپی فروش داشته.

## زبان
اکثر آهنگ‌های ایرا به زبان‌های لاتین یا اروپایی می‌باشد. از جمله آهنگ‌های که به زبان انگلیسی خوانده شده می‌توان به در جستجوی چیزی (Looking for somthing) اشاره کرد. بخش‌هایی از آهنگ مادر (mother) هم به زبان انگلیسی می‌باشد.

## آلبوم‌ها
| نام آلبوم         | تاریخ انتشار |
| ----------------- | ------------ |
| Looking From East | ۱۹۹۹         |
| Era               |              |
| Era 2             | ۲۰۰۰         |
| The Wall          | ۲۰۰۲         |
| The Mass          | ۲۰۰۳         |
| The Very Best     | ۲۰۰۴         |
| Reborn            | ۲۰۰۸         |
| Classics          | ۲۰۰۹         |
| Classics 2        |              |
| The Essential     | ۲۰۱۰         |
| The 7th Sword     | ۲۰۱۷         |